# Gouaux-de-Larboust
Gouaux-de-Larboust (em occitano:  Guaus de Larbost) é uma comuna francesa na região administrativa da Occitânia, no departamento do Alto Garona. Estende-se por uma área de 10.67 km², com 68 habitantes, segundo o censo de 2018, com uma densidade de 6.4 hab/km².